# Catedral patriarcal de la Resurrección de Cristo
La catedral patriarcal de la Resurrección de Cristo (en ucraniano: Патріарший Собор Воскресіння Христового) es la principal catedral de la Iglesia greco-católica ucraniana (en plena comunión con el papa), que se encuentra en Kiev (Kiev), la capital del país europeo de Ucrania. La iglesia fue inaugurada el 27 de marzo de 2011. La catedral se encuentra en el barrio Livoberezhnyi en la margen izquierda del río Dniéper (Dnipro), siendo una de las pocas iglesias de Kiev que no se encuentran en la orilla derecha. Es la sede de la archieparquía mayor de Kiev-Galitzia.